# سفارة أذربيجان في سويسرا
سفارة أذربيجان في سويسرا هي أرفع تمثيل دبلوماسي لدولة أذربيجان لدى سويسرا. تقع السفارة في برن وهي تهدف لتعزيز المصالح الأذربيجانية في سويسرا.

## وصلات خارجية
- الموقع الرسمي
- قائمة سفارات أذربيجان
- قائمة السفارات في سويسرا